# Каг-эн-Брассем
Каг-ен-Брассем (нидерл. Kaag en Braassem) — община в провинции Южная Голландия (Нидерланды).

## История
Община была образована 1 января 2009 года путём объединения общин Алкемаде и Якобсвауде.